# Novi svet (Klodič)
Novi svet (Gorica, 1868) je komedija Antona Klodiča.

## Osebe
- Podkuknik, bogat kmet
- Mica, Podkuknikova hči
- Peter, Micin ljubček, kovač
- Učitelj
- Zdravnik
- Podkrnik, kmet
- Turjan, kovač
- Mohrin, kovač
- Leščar, kovač
- Vinklič, kolar in čebelar
- Miroslav, dijak
- Anton, dijak
- Nacestnik, inženir
- Anica, dekla pri Šadru v krčmi

Godi se v Kobaridu, septembra leta 1868.

## Vsebina

### 1. dejanje
Peter in Mica se imata rada, a oče Podkuknik da nekaj samo na zemljo in pravi, da njegova hči ne bo šla na rokodelsko beračijo. Peter se odloči, da bo šel v svet, pridno delal in zaslužil, potem se bo morda oče omehčal. Mica obljubi, da ga bo čakala in zaljubljenca se žalostna poslovita. V krčmi Podkuknik pripoveduje o čudesih, ki jih je videl v Gorici, kamor je šel pogledat v t. i. novi svet. Še posebej ga je pretresel vlak, slišal pa je tudi govorice, da bodo čez Predel speljali železnico v Trst. Vsi so veseli velike novice, mrtvila bo konec in lažje bo kaj zaslužiti. Le Podkuknik godrnja nad novotarijami, tako da skoraj pride do prepira. Da bi pomiril navzoče, Učitelj zapoje pesem, ki govori o lepotah njihove doline, ki jo Zdravnik spremlja s ciničnimi pripombami. Vsi postanejo dobre volje in složni. Njihovi dolini manjka samo še železna cesta, pa ji ne bo enake daleč naokoli.

### 2. dejanje
Podkuknik zve od hčerke, da se Peter odpravlja v tujino. To mu je všeč, saj računa na to, da bo ta čas Mica že pozabila na Petra in se raje zaljubila v Podkrnikovega Janeza. Ko pa Mica pove, da ostane raje samska kot brez Petra, se oče zamisli. Če bo res želenica, bo Peter lahko dobro zaslužil, ker je že po naravi zelo priden. In v Gorici je videl, da rokodelce še kar cenijo. Peter se je med potjo ustavil v krčmi, kamor sta prišla tudi Anton in Miroslav. Ta sebe in brata izda za inženirja, ki merita dolino za železnico.  Petra vprašata, zakaj sploh gre od doma, saj bo kmalu doma dovolj zaslužka za pridne kovače, ki bodo pomagali graditi železnico. Petra prepričata, naj gre po tovariše kovače, da se domenijo o skupnem delu. Ko Peter odide Miroslav zaskrbljenemu Antonu razloži svoj načrt. Ker sta brez denarja, bosta od kovačev pobrala po petaka kot aro za bodoče delo. Iz Celovca, kamor so jima starši poslali denar, pa jim bosta povrnila. Poleg tega pa mu je peter všeč in ker je od Anice zvedel zakaj gre v svet, bi mu rad pomagal. Antonu vsa stvar ni po volji, a prepusti odgovornost pametnejšemu in živahnejšemu bratu. Ta načrt gladko izpelje in se z vsemi dogovori za delo. Petra postavi za preddelavca, s svojimi razumnimi sodbami o železnici, pa prepriča celo Podkrnika. Vsi se že vidijo bogati in se veselijo življenja, ki bo prišlo v dolino. Končno Miroslav pri Podkukniku celo zasnubi Mico v Petrovem imenu. Ker njegovi prošnji vsi pritegnejo, je kmet v precepu. Vse povabi zvečer na večerjo, do takrat pa bo ponudbo v miru premisli.

### 3. dejanje
Podkuknik Mici oznani, da ji Petra ne bo branil in ona je zaradi tega presrečna,saj je bila prepričana, da je Peter že daleč. Še bolj srečna je, ko pride Peter sam in ji pove, da bo ostal doma in da je njuna združitev blizu. Začnejo prihajati tudi drugi. Zdravnik pripelje sabo inženirja Nacestnika. Ta pa ima slabo novico. Zbranim pove, da so ogoljufani, da sta bila Miroslav in Anton le dva potepuha, ki sta že pobegnila z njihovim denarjem. Vročekrvni kovači ju hočejo uloviti, ko se nenadoma potepuha sama pojavita in Nacestnik v njiju ves presenečen spozna svoje dva nečaka. Fanta se kovačem opravičita in jim vrneta denar, oni pa prosijo inženirja, naj jima odpusti. Nacestnik se pusti omehčati, predvsem pa zbrane razveseli z novico, da železnica bo! Prav danes je dobil z Dunaja ukaz, naj takoj začne z meritvami. Sreča Petra in Mice je rešena in Peter vse navzoče povabi v svate čez mesec dni.